# Phyle
Außer seiner Zugehörigkeit zu einer Bürgerschaft (Polis) gehörte ein Grieche in der Antike zugleich einem Stamm, der Phyle (altgriechisch φυλή „der Stamm, das Volk“, Ableitung vom Verb φύεσθαι phyesthai „abstammen“), an und war durch verwandtschaftliche Beziehungen Mitglied seiner Sippe. Der verwandtschaftliche Aspekt der Sippe wurde insbesondere von Denis Roussel angezweifelt, der die Phyle mit der Polis in Verbindung bringt und sie als deren Verwaltungseinheit in den Brennpunkt rückt. Jedoch sind die Wurzeln dieser Gemeinschaft nur schwer zu finden, da für das Dunkle Zeitalter der griechischen Geschichte keine schriftlichen Quellen existieren. In Athen entwickelten sich aus diesen Stammeszusammengehörigkeiten später regionale Verwaltungsbezirke, die die Grundlage für die Militärbezirke bildeten.

## Phylen bei Homer
Die erste schriftliche Erwähnung findet sich bei Homer in der Ilias. Dort schlägt Nestor vor, das Heer nach Phylen und Phratrien zu ordnen. Des Weiteren werden in der Ilias im sog. Schiffskatalog zum einen die Rhodier und zum anderen die Pelasger nach Phylen unterteilt. Inwieweit hier Sippen oder Poleis unterteilt werden, ist nicht ganz schlüssig, da Homer sehr vage bleibt und Begrifflichkeiten nicht eindeutig zuordnet. Für ihn steht die Dichtung im Vordergrund.

## Dorer
Bei den Dorern gab es ursprünglich drei Phylen, Hylleis, Dymanes und Pamphyloi, die in vielen Städten im dorischen Siedlungsbereich erhalten blieben. In einigen Städten gab es eine vierte Phyle für die nichtdorische Bevölkerung.
Im dorischen Kreta kam in klassischer Zeit der Phyle (hier πυλα genannt) eine besondere Bedeutung zu. Wie das Große Gesetz von Gortyn belegt, wurden die wichtigsten Amtsträger der kretischen Stadtstaaten, die Kosmen, aus dem Kreis der wehrfähigen Bürger einer Phyle, dem so genannten Startos, gewählt. Jedes Jahr bekam ein anderer Startos und damit auch eine andere Phyle den Auftrag, das Kollegium der Kosmen zu wählen, so dass jede Phyle gleichmäßig an der Machtausübung beteiligt wurde. Auch in den Paragraphen des Großen Gesetzes, die sich mit dem Erbtochterrecht befassen, taucht die Phyle auf. Die Erbtochter wurde angehalten, sich in ihrer eigenen Phyle zu verheiraten, sollte niemand von den verwandten Erbberechtigten mehr da gewesen sein oder wenn die Erbtochter niemanden von diesen heiraten wollte. Erst wenn Heiratsbemühungen in ihrer Phyle nicht von Erfolg gekrönt waren, durfte sie jemanden aus einer anderen Phyle heiraten.

## Ionier
Phylen bei den Ioniern sind am besten aus Athen bekannt.

### Attische Phylen in der Frühzeit
In der Frühzeit war Attika in vier Phylen aufgeteilt. Diese Phylen wurden nach den Söhnen des Ion benannt. Diese bestanden ihrerseits aus drei Trittyen zu je vier Naukraria.
| Phyle      | Sohn des Ion |
| ---------- | ------------ |
| Aigikoreis | Aigikores    |
| Argadeis   | Argades      |
| Geleontes  | Geleon       |
| Opletes    | Hoples       |

### Kleisthenische Phylen
Eine Phyle bestand aus einem Teil des Stadtgebietes, einem Teil Land und einem Teil Küste. Insgesamt gab es nach der Reform durch Kleisthenes 10 Phylen, die dann jeweils eine Vertretung im Rat der 500 hatten (also 50 Abgeordnete pro Phyle). Jeder Militärbezirk stellte Heeresverbände, die ebenfalls Phylen hießen (vergleichbar mit heutigen Kompanien) und die Grundlage des Heereswesens bildeten. Die zehn Phylen Attikas wurden nach Heroen benannt, die man deshalb auch als Eponymen (von altgriech. ἐπονομάζειν = danach (be)nennen) bezeichnet.
| Phyle           | Heros                                       |           |
| --------------- | ------------------------------------------- | --------- |
| Aiantis         | Aias, Sohn des Telamon                      | 9. Phyle  |
| Aigeis          | Aigeus                                      | 2. Phyle  |
| Akamantis       | Akamas, Sohn des Theseus                    | 5. Phyle  |
| Antiochis       | Antiochos, Sohn des Herakles und der Meda   | 10. Phyle |
| Erechtheis      | Erechtheus                                  | 1. Phyle  |
| Hippoth(e)ontis | Hippothoon, Sohn des Poseidon und der Alope | 8. Phyle  |
| Kekropis        | Kekrops                                     | 7. Phyle  |
| Leontis         | Leos, Sohn des Orpheus                      | 4. Phyle  |
| Oineis          | Oineus, unehelicher Sohn des Pandion        | 6. Phyle  |
| Pandionis       | Pandion                                     | 3. Phyle  |

Später kamen als besondere Ehrung Attalos I., Ptolemaios III. und Hadrian als Phylenheroen hinzu, nachdem bereits zuvor Demetrios I. Poliorketes und seinem Vater Antigonos I. Monophthalmos diese Ehre zwischenzeitlich zuerkannt wurde.

### Weitere ionische Städte
In anderen ionischen Städten gab es teilweise die gleichen Phylen wie in der Frühzeit Athens, was mit gemeinsamen Ursprüngen oder einer bewussten Übernahme erklärt werden kann, teilweise andere Namen der oftmals drei Phylen.